# John Ashley Rogers
John Ashley Rogers (Rolla, Missouri, 24 de agosto de 1967) é um físico e químico estadunidense. Trabalha com nanotecnologia.